# Arhitektura Mezopotamije
Arhitektura Mezopotamije je starodavna arhitektura rečnega sistema Tigris – Evfrat (znana tudi kot Mezopotamija), ki zajema več različnih kultur in sega v obdobje od 10. tisočletja pr. n. št., ko so bile zgrajene prve stalne strukture do 6. stoletja pr. n. št. Med mezopotamske arhitekturne dosežke sodi razvoj urbanističnega načrtovanja, hiše z atrijem na sredini in zigurati. V Mezopotamiji ni obstajal noben arhitekturni poklic; vendar so pisarji pripravljali in upravljali gradnjo za vladarja, plemstvo ali kraljevo družino.

## Gradbeni materiali
Sumerski zidovi so bili po navadi brez malte, čeprav se je včasih uporabljal bitumen. Slogi opeke, ki so se sčasoma zelo razlikovali, so kategorizirani po obdobjih :
- Patzen 80 × 40 × 15 cm: obdobje poznega Uruka (3600–3200 pr. n. št.)
- Riemchen 16 × 16 cm: obdobje poznega Uruka (3600–3200 pr. n. št.)
- Plano-konveksna 10 x 19 x 34 cm: zgodnje dinastično obdobje (3100–2300 pr. n. št.)

Priljubljena oblika je bila zaokrožena opeka, ki je bila nestabilna, tako da bi mezopotamski zidarji postavili vrsto opek pravokotno na ostalo vsakih nekaj vrst. Prednosti plano-konveksne opeke so bile hitrost izdelave in nepravilna površina, ki je za končni omet boljša od gladke površine drugih vrst opeke.
Opeke, ki so jih sušili na soncu, so se utrdile. Te vrste opeke so veliko manj trpežne kot žgane, zato so se stavbe sčasoma poslabšale. Redno so jih uničevali, izravnavali in ponovno gradili na istem kraju. Ta načrtovani strukturni življenjski cikel je postopoma dvignil raven mest, tako da so se dvignila nad okoliško ravnino. Nastale gomile so znane kot tell in so po vsem starem Bližnjem vzhodu. Stavbam so upočasnili propadanje s pomočjo stožcev barvnega kamna, ploščic iz terakote in glinastih žebljev, ki so jih vtisnili v blatno opeko, da bi ustvarili zaščitno oblogo, ki je okrasila fasado. Posebej cenjeni so bili uvoženi gradbeni materiali, kot so Libanonska cedra, diorit iz Arabije in lapis lazuli iz Indije.
Babilonski templji so masivne strukture iz surove opeke, podprti z oporniki, dež pa so odvajali s kanali. Ena taka drenaža v Uru je bila izdelana iz svinca. Uporaba opeke je pripeljala do zgodnjega razvoja pilastra in stebra ter fresk in emajliranih ploščic. Stene so bile briljantno obarvane in včasih prevlečene s cinkom ali zlatom, pa tudi s ploščicami. V omet so bili vdelani tudi barvani terakota stožci za bakle. Asirija, ki je posnemala babilonsko arhitekturo, je prav tako gradila svoje palače in templje iz opeke, tudi ko je bil na razpolago kamen - zvesto so ohranili opečno ploščad, potrebno v močvirni zemlji v Babiloniji, na severu pa manj. 
Sčasoma so kasnejši asirski arhitekti opuščali babilonski vpliv in uporabljali tako kamen kot opeko. Stene asirskih palač so bile oblečene s kamnitimi in obarvanimi ploščami, namesto da bi bile poslikane kot v Kaldeji. V umetnosti teh reliefov lahko zasledimo tri faze: pod  Ašurnasirpalom II. je živahno, vendar preprosto, pod Sargonom II. je previdno in realistično, pod Asurbanipalom pa rafinirano, vendar brez hrabrosti.
V Babiloniji je namesto bas reliefa večja uporaba tridimenzionalnih figur v krogu - najzgodnejši primeri so kipi iz Girsuja, ki so realni, čeprav nekoliko nerodni. Zaradi pomanjkanja kamna v Babiloniji je bil dragocen vsak prodnik in v umetnosti rezanja draguljev so dosegli visoko kvaliteto. Dva valjasta pečatnika iz obdobja Sargona Akadskega sta med najboljšimi primeri te vrste. Eden prvih izjemnih primerkov zgodnje metalurgije, ki so ga odkrili arheologi, je Entemenova srebrna vaza. V kasnejši dobi je bila dosežena odličnost pri izdelavi nakita, kot so uhani in zlata. Tudi baker so spretno obdelovali; pravzaprav je mogoče, da je bila  Babilonija prvotni dom obdelave bakra.
Ljudje so bili zgodaj znani zaradi svojih vezenin in odej. Oblike asirske keramike so ljubeznive; porcelan, podoben steklu, ki so ga odkrili v palačah Ninive, je bil izpeljan po egiptovskih modelih. Videti je, da je bilo transparentno steklo prvič predstavljeno v času Sargona. Kamen, glina in steklo so bili uporabljeni za izdelavo vaz, v Girsu pa so bile izkopane vaze iz trdega kamna, podobne tistim v zgodnjem dinastičnem obdobju Egipta.
Študija starodavne mezopotamske arhitekture temelji na razpoložljivih arheoloških dokazih, slikovni predstavitvi stavb in besedilih o gradbenih praksah. Po besedah Archibalda Sayca so primitivni piktogrami iz obdobja Uruka nakazovali, da je bilo »kamna malo, vendar je bil že narezan v bloke in pečaten. Opeka je bila običajen gradbeni material, z njim so bila zgrajena mesta, utrdbe, templji in hiše. Mesto je bilo opremljeno s stolpi in je bilo postavljeno na umetno ploščad, hiša je imela tudi stolpast videz, opremljena z vrati, ki so se obračala na tečajih in so se lahko odprla z nekakšnim ključem; v večjem obsegu in se zdi, da je bilo dvakrat. ... Demonov so se bali, saj so imeli krila, kot ptica in temeljnim kamnom - ali pa opeki - hiše so posvetili določene predmete, ki so bili odloženi pod njimi« 
Znanstvena literatura se običajno osredotoča na arhitekturo templjev, palač, mestnih obzidij in vrat ter drugih monumentalnih zgradb, občasno pa najdemo tudi dela na stanovanjski arhitekturi.  Arheološke površinske raziskave so omogočile tudi raziskovanje urbane oblike v zgodnjih mezopotamskih mestih.

## Urbanistično planiranje
Sumerci so bili prva družba, ki je mesto zgradila kot zgrajeno obliko. Bili so ponosni na ta dosežek, ki ga je potrdil Ep o Gilgamešu, ki se začenja z opisom Uruka - njegovih zidov, ulic, trgov, templjev in vrtov. Sam Uruk je pomemben kot središče urbane kulture, ki je kolonizirala in urbanizirala zahodno Azijo.
Gradnja mest je bila končni produkt trendov, ki so se začeli v neolitski revoluciji. Rast mesta je bila deloma načrtovana in delno ekološka. Načrtovanje je razvidno iz obzidja, visokega templja, glavnega kanala s pristaniščem in glavne ulice. Boljša struktura stanovanjskih in poslovnih prostorov je odziv gospodarskih sil na prostorske omejitve, ki jih nalagajo načrtovana območja, kar povzroča nepravilno zasnovo z običajnimi značilnostmi. Ker so Sumerci zabeležili transakcije z nepremičninami, je mogoče rekonstruirati velik del vzorca urbane rasti, gostote, vrednosti nepremičnin in drugih metrik iz virov klinastih besedil.
Tipično mesto je prostor razdelilo v stanovanjske, mešane, trgovske in civilne prostore. Stanovanjska območja so bila razvrščena po poklicih . V središču mesta je bil visok tempeljski kompleks, ki je bil vedno postavljen nekoliko odmaknjen od geografskega središča. Ta visoki tempelj je običajno nastal pred ustanovitvijo mesta in je bil jedro, okoli katerega se je urbana oblika večala. Okrožja, ki so mejila na vrata, so imela posebno versko in gospodarsko funkcijo.
Mesto je vedno vključeval pas namakanih kmetijskih zemljišč, vključno z majhnimi zaselki. Mreža cest in kanalov je mesto povezala s to zemljo. Prometno omrežje je bilo organizirano v treh stopnjah: široke procesijske ulice (akadsko sūqu ilāni u šarri), javne ulice (akadsko sūqu nišī) in zasebne slepe ulice (akadsko mūṣû). Javne ulice, ki so določale blok, so se skozi čas malo spreminjale, slepe ulice pa so bile veliko bolj spremenljive. Trenutna ocena je 10% mestnega območja ulice in 90% stavb. Kanali so bili za dober prevoz pomembnejši od cest.

## Hiše
Materiali, uporabljeni za gradnjo mezopotamske hiše, so bili podobni, vendar ne takšni kot danes: blatna opeka, blatni omet in lesena vrata, ki so bila naravno na voljo v mestu , čeprav les v nekaterih mestih Sumerije ni bil pogost. Večina hiš je imela kvadratno osrednjo sobo z ostalimi dodanimi prostori, vendar so bile velike razlike v velikosti in materialih, uporabljenih pri gradnji hiš, kar kaže, da so jih zgradili sami prebivalci.  Najmanjši prostori morda niso sovpadali z najrevnejšimi; dejansko je mogoče, da so najrevnejši ljudje zgradili hiše iz pokvarljivih materialov, kot so trsje, na zunanji strani mesta, vendar za to obstaja zelo malo neposrednih dokazov .
Oblikovanje stanovanj je bil neposreden razvoj iz ubaidskih hiš. Čeprav sumerski valjasti pečati prikazujejo hiše iz trstičja, je bila dvorna hiša prevladujoča tipologija, ki se je v Mezopotamiji uporabljala do danes. Ta hiša se imenuje é (klinopis 𒂍, E2; sumersko: e 2; akadščina bītu), obrnjena navznoter proti odprtemu dvorišču, ki je zagotovilo hladilni učinek z ustvarjanjem konvekcijskih tokov. To dvorišče, imenovano tarbaṣu (akadsko), je bilo glavna organizacijska značilnost hiše, vanj so bile odprte vse sobe. Zunanje stene so bile brez posebnosti, le ena odprtina je povezovala hišo z ulico. Gibanje med hišo in ulico je zahtevalo 90 ° skozi majhno predsobo. Z ulice je bila skozi odprta vrata vidna le zadnja stena predprostora, prav tako ni bilo nobenega pogleda na ulico z dvorišča. Sumerci so imeli strogo delitev javnih in zasebnih prostorov. Tipična velikost za sumersko hišo je bila 90 m 2.

## Palače
Palača je nastala v zgodnjem dinastičnem obdobju. Od dokaj skromnega začetka je palača rastla po velikosti in kompleksnosti, saj je moč vedno bolj centralizirana. Palača se imenuje »velika hiša« (klinopis E2GAL, sumerska e2-gal, akdsko ekallu), kjer so živeli in delali lugal ali ensi.
Palače zgodnje mezopotamske elite so bili obsežni kompleksi in so bile pogosto bogato okrašene. Najzgodnejši znani primeri so iz območij doline reke Diyala, kot so Khafajah in Tell Asmar. Palače iz 3. tisočletja pred našim štetjem so delovale kot obsežne socialno-ekonomske ustanove, zato so skupaj s stanovanjskimi in zasebnimi funkcijami namestile obrtniške delavnice, skladišča hrane, slavnostna dvorišča in so bile pogosto povezane s svetišči. Tako imenovani »giparu« (ali Gig-Par-Ku v sumerščini) v Uru, kjer so živeli duhovniki boga Lune, Nanna, je bil velik kompleks z več dvorišči, številnimi svetišči, grobnimi sobami za mrtve duhovnike in slavnostna banketna dvorana. Podobno zapleten primer mezopotamske palače je bil izkopan v Mari v Siriji, ki izvira iz starega babilonskega obdobja.
Asirske palače iz železne dobe, zlasti na Kalhu / Nimrud, Dur-Šarukin / Khorsabad in Ninuwa / Ninive, so postale znane zaradi asirskih palačnih reliefov, obsežnih slikovnih in tekstualnih pripovednih programov na stenah, ki so izklesani na kamnitih ploščah, znanih kot ortostati. Ti slikovni programi so vključevali tudi kulturne prizore ali pripovedi o vojaških in državljanskih dosežkih kraljev. Vrata in pomembni prehodi so bili obdani z masivnimi kamnitimi skulpturami iz apotropaičnih mitoloških likov, lamassujev in krilatih duhov. Arhitekturna ureditev teh železnodobnih palač je bila organizirana tudi okoli velikih in majhnih dvorišč. Običajno se je kraljeva prestolna soba odpirala v masivno obredno dvorišče, kjer so se srečali pomembni državni sveti in izvajali državni obredi.
Velike količine kosov pohištva iz slonovine so bile najdene v nekaterih asirskih palačah, kar kaže na intenziven trgovinski odnos s severnosirskimi neohetitskimi državami v tistem času. Bronasti trakovi v tehniki repoussé (tehnika tolčenja kovine) so krasili lesena vrata večjih zgradb, večinoma pa so jih razdejali ob padcu imperija; Balawatska vrata so glavna ohranjena.

## Templji
Templji so pogosto nastajali pred nastankom mestnega naselja in so zrasli iz majhnih zgradb z enim prostorom, do večplastnih kompleksov v 2500 letih sumerske zgodovine. Sumerski templji, utrdbe in palače so uporabljali naprednejše materiale in tehnike, kot so oporniki, niše in polstebri. Kronološko so se sumerski templji razvili iz prvotnih ubaidskih templjev. Ko je tempelj razpadel, je bil ritualno uničen in na njegovih temeljih je bil zgrajen nov tempelj. Tempelj naslednik je bil večji in bolj artikuliran kot njegov predhodnik. Razvoj templja E2.abzu v Eriduju je pogosto citirana študija primera tega procesa. Številni templji so imeli napis, vtisnjen v njih, kot je tisti pri Tell Uqairju. Palače in mestna obzidja so prišla mnogo kasneje, za templji v zgodnjem dinastičnem obdobju.
Oblika sumerskega templja je manifestacija bližnjevzhodne kozmologije, ki je svet opisala kot disk zemlje, ki ga je obkrožal ocean slane vode, ki sta plavala na drugem morju sveže vode, imenovanega abzu, nad njimi pa je bilo polkrožno nebo, ki ureja čas. Svetovna gora je oblikovala axis  mundi, ki je združevala vse tri plasti. Vloga templja je bila, da deluje kot tista axis mundi, mesto srečanja med bogovi in ljudmi. Svetost »vzvišenih prostorov« kot stičišče med kraljestvi je pred-ubaidsko prepričanje, ki je bilo potrjeno na Bližnjem vzhodu v neolitski dobi. Načrt templja je bil pravokoten, z vogali, ki kažejo na kardinalske smeri, da simbolizirajo štiri reke, ki tečejo od gore do štirih svetovnih regij. Usmerjenost služi tudi bolj praktičnemu namenu uporabe strehe templja kot observatorija za sumersko merjenje časa. Tempelj je bil zgrajen na nizki terasi zbite zemlje, ki naj bi predstavljala sveto gomilo prvobitne zemlje, ki je nastala iz vode, imenovane dukug, »čista gomila« (sumersko du6-ku3 klinopis) med ustvarjanjem.
Vrata dolge osi so bila vstopna točka bogov, vrata kratke osi pa vstopna točka za ljudi. Ta konfiguracija se je imenovala pristop upognjene osi, saj bi vsak, ki vstopa, naredil devetdeset stopinjski obrat, da bi se soočil s kultnim kipom na koncu osrednje dvorane. Pristop upognjene osi je inovacija iz ubaidskih templjev, ki so imeli linearni pristop osi in je tudi značilnost sumerskih hiš. V središču templja se je na stičišču osi nahajala miza za darila.
Templji obdobja Uruk so se iz pravokotnika spremenili v tristranske, T-oblike ali kombinirane tlorise. Tristrani tloris, ki so ga podedovali od Ubaidov, je imel veliko osrednjo dvorano z dvema stranskima dvoranama. Vhod je potekal vzdolž kratke osi, svetišče pa je bilo na koncu dolge osi. Tloris v obliki črke T, tudi iz obdobja Ubaidov, je bil enak tristranemu, razen dvorane na enem koncu pravokotnika, pravokotno na glavno dvorano. Tempelj C iz okrožja Eanna v Uruku je študija primera klasične tempeljske oblike.
V naslednjem zgodnjem dinastičnem obdobju je prišlo do eksplozije raznolikosti pri oblikovanju templjev. Templji so še vedno imeli značilnosti, kot so kardinalna orientacija, pravokotni tlorisi in oporniki. Zdaj pa so prevzeli različne nove konfiguracije, vključno z dvorišči, zidovi, bazeni in vojašnicami. Tempelj Sin v Khafajahu je značilen za to obdobje, saj je bil zasnovan okoli vrste dvorišč, ki vodijo do cele.
Visok tempelj je bil poseben tip templja, ki je bil dom božjega zaščitnika mesta. Funkcionalno je služil kot skladiščni in distribucijski center kot tudi duhovništvu. Anujev Beli tempelj v Uruku je značilen za visoki tempelj, ki je bil zgrajen zelo visoko na ploščadi iz opeke. V zgodnjem dinastičnem obdobju so visoki templji začeli vključevati zigurat, vrsto ploščadi, ki ustvarjajo stopničasto piramido. Takšni zigurati so bili navdih za biblični Babilonski stolp.

### Zigurati
Zigurati so bili ogromni piramidni stolpi, ki so bili prvič zgrajeni v sumerskih mestih, nato pa so se razvili tudi v Babiloniji in asirskih mestih. V Mezopotamiji ali blizu nje je znanih 32 ziguratov - 28 v Iraku in 4 v Iranu. Pomembni zigurati so Veliki Zigurat v Uru pri Nasiriyah, Irak, Zigurat v Dur-Kurigalzu pri Bagdadu, Irak, Čoga Zanbil v Khūzestānu, Iran (najnovejši, ki je bil odkrit) in Tepe-Sialk pri Kãshãnu, Iran. Zigurate so zgradili Sumerci, Babilonci, Elamiti in Asirci kot spomenike lokalnih ver. Najzgodnejši primeri zigurata so bile dvignjene ploščadi, ki izvirajo iz obdobja Ubaidov  v 4. tisočletju pred našim štetjem, zadnji pa iz 6. stoletja pred našim štetjem. Vrh zigurata je bil raven, za razliko od mnogih piramid. Slog stopničaste piramide se je začel ob koncu zgodnjega dinastičnega obdobja. 
Zigurat je bil zgrajen v stopnjah na pravokotni, ovalni ali kvadratni podlagi, piramidne strukture. Opeke, posušene na soncu, so sestavljale jedro zigurata z zunanjimi oblogami iz opeke. Obloge so bile pogosto glazirane v različnih barvah in so imele lahko astrološki pomen. Kralji so včasih imeli vtisnjena imena na teh zastekljenih opekah. Število stopenj se je gibalo od dveh do sedmih, na vrhu pa je bilo svetišče ali tempelj. Dostop do svetišča je bil zagotovljen z vrsto klančin na eni strani zigurata ali s spiralno rampo od baze do vrha. Menijo, da so bili zigurati zgrajeni tako, da so bili podobni goram, vendar je malo teoretičnih ali arheoloških dokazov, ki bi podprli to hipotezo.
Klasični zigurati so se pojavili v neo-sumerskem obdobju z oporniki, postekleno opeko in entazo v višini. Zigurat v Uru je najboljši primer tega sloga. Druga sprememba pri oblikovanju templja v tem obdobju je bila ravna in ne upognjena os približevanja templju.
Ur-Nammunov zigurat v Uru je bil zasnovan kot tristopenjska konstrukcija, danes sta ohranjeni le dve. Celotno strukturo jedra iz blatne opeke so sprva postavili v oblogo iz žgane opeke, ki je bila položena v bitumen, 2,5 m na prvi najnižji stopnji in 1,15 m na drugi. Vsaka od teh žganih opek je bila žigosana z imenom kralja. Nagnjene stene stopnic so bile podprte. Dostop do vrha je bil s trojnim monumentalnim stopniščem, ki se steka na portalu, ki se je odprl med prvo in drugo stopnjo. Višina prve stopnje je bila približno 11 m, druga stopnja pa 5,7 m. Na ziguratu Čoga Zanbil so arheologi našli masivne vrvi iz trstičja, ki so tekle čez jedro ziguratne strukture in povezovale opečno maso.
Najpomembnejši arhitekturni ostanki iz zgodnje Mezopotamije so tempeljski kompleksi v Uruku iz 4. tisočletja pred našim štetjem, templji in palače iz zgodnje dinastične dobe v dolini reke Diyala, kot so Khafajah in Tell Asmar, iz tretje urske dinastije so ostanki v Nipurju (Svetišče Enlila) in Ur (svetišče Nanna), iz srednje bronaste dobe so ostanki v sirsko-turških krajih Ebla, Mari, Alalah, Alep in Kültepe, poznobronastodobne palače v Boğazkale (Hatuša), Ugarit, Ašur in Nuzi, železnodobne palače in templji v asirskem (Kalhu / Nimrud, Dur-Šarukin/Khorsabad, Ninive), babilonski, urartujski (Tushpa / Van, Çavuştepe, Ayanis, Armavir, Erebuni, Bastam) in neohetitski kraji (Karkemiš, Tell Halaf, Karatepe). Hiše so večinoma znane iz starih babilonskih ostankov v Nipurju in Uru. Med besedilnimi viri gradnje stavb in pripadajočih obredov so značilni Gudejevi valji iz poznega 3. tisočletja, asirski in babilonski kraljevi napisi iz železne dobe.

## Oblikovanje asirskih stavb, utrdbe in templji
Tlorisi vseh asirskih stavb so pravokotni in vemo, da so vzhodni arhitekti že dolgo nazaj, tako kot zdaj, skoraj vedno uporabljali ta obris, na njem pa so dvignili nekaj najlepših in najrazličnejših oblik. Nalagajo se pod kotom z elegantnimi krivuljami, na podlagi običajne kvadratne dvorane pa nosijo minaret ali kupolo, osmerokotnik ali krog. Da se je to včasih zgodilo v Asiriji, kažejo skulpture. Plošče iz Kouyunjika prikazujejo kupole različnih oblik in zgradbe v obliki stolpa, od katerih se vsak dviga s kvadratne osnove. Podobnost med starodavno obliko kupole in tistimi, ki se še uporabljajo v asirskih vaseh, je zelo presenetljiva. Ali so bile uporabljene poševne strehe, je negotovo. Bonomi verjame, da so bili, in zdi se, da nekaj skulptur podpira njegovo stališče. Od zasebnih hiš seveda ni ostalo nič; na ploščah pa so predstavljene v več etažah, pritličje ima običajno le vrata in je brez oken. Vsi imajo ravne strehe. Iz enega od reliefov, ki predstavljajo mesto v požaru, razberemo, da so te strehe izdelane, tako kot so zdaj, z debelimi plasti zemlje na močnih nosilcih. Te strehe so dobro ognjevarne, plameni pa so predstavljeni kot ustavljeni in prihajajo iz oken. Ni bilo najdenih nobenih ostankov oken ali, kolikor vemo, notranjega stopnišča.
Od utrdb vemo veliko več. V severni steni Nimruda je bilo odkritih petinosemdeset stolpov, v Ninivah/Kouyunjiku pa so veliki ostanki treh zidov, spodnji del je iz kamna, zgornji del iz opeke. Na Korsabadu so ostanki zidu, ki je še vedno visok 12 metrov, zgrajen pa je iz kamnitih blokov debeline 1,2 m, in dokazi da so jih želeli dokončati, so popolnoma opremljeni s skulpturami, ki kažejo izjemno podobnost s srednjeveškimi deli istega razreda. Predstavljene so plasti na ravni zidov, ki obdajajo velik stolp ali se zadržujejo v centru. Vhodi so veliki obokani prehodi, ki jih spremljajo kvadratni stolpi. Ti in drugi stolpi imajo previsne parapete, tako kot srednjeveške mašikole in so se končali na vrhu z obzidjem, katerega ostanki so bili najdeni v Nimrudu in Ninive ter v Ašurju, glavnem mestu Asirije pred Ninivami.
Od templjev, ki so drugačni od palače, imamo nekaj domnevnih ostankov, vendar je malo znano, kakšna je njihova splošna oblika.
Toda v Kaldeji je ogromno ruševin, očitno ostanki ogromnih gomil, ki so tvorile podstrukturo templjev. Najlepši med njimi in najbolj zanimiv je tempelj Nabuja v Borsipi (zdaj Birs Nimrod), blizu Babilona, ki je bil označen kot tempelj Sedmih krogel. Rekonstruiral ga je Nebukadnezar II., kot kaže znani napis. Še en primer je v Uru/Mugheirju, ki je imel ob vznožju 60 metrov in je še vedno visok 41 metrov, in jasno je, da sta bil ta in v Birs zgrajen z zmanjševanjem stopenj, ki puščajo sorazmerno majhno ploščad na vrhu za tempeljsko celo. Ugotovljeno je bilo, da naj bi v Birs Nimroudu posteklene opeke izdelali v starih pečeh.

## Krajinska arhitektura
Viri besedil kažejo, da je načrtovanje odprtega prostora del mesta od najzgodnejših časov. Opis Uruka v Epu o Gilgamešu govori o tretjini tega mesta, ki je namenjeno sadovnjakom. Podoben načrtovani odprti prostor najdemo v petem ograjenem prostoru Nipurja. Drug pomemben krajinski element je bil prazen park (akadsko kišubbû).
Sumersko namakalno kmetijstvo je ustvarilo nekaj prvih vrtnih oblik v zgodovini. Vrt (sar) je imel kanal s 144 kvadratnih komolcev premera.  Ta oblika zaprtega štirikotnika je bila osnova za kasnejše perzijske rajske vrtove.
V Mezopotamiji uporaba fontan izvira že iz 3. tisočletja pred našim štetjem. Zgodnji primer je ohranjen v izklesanem babilonskem bazenu, ki sega v okoli 3000 pr. n. št., ki ga najdemo v Girsu, Lagaš. Starodavna asirska fontana »odkrita v soteski reke Comel, je sestavljena iz bazenov, izklesanih v trdni skali in se spušča po stopnicah do potoka«. Voda je tekla iz majhnih kanalov.